# Rómulo Pizarro
Rómulo Bernardo Joaquín Pizarro Tomasio (Arequipa, 20 de agosto de 1955) es un político peruano. Se desempeñó como Ministro del Interior en los años 2005 al 2006 y como presidente ejecutivo de la Comisión Nacional para el Desarrollo y Vida sin Drogas (DEVIDA) hasta agosto de 2011; entre otros cargos de nivel gubernamental. 

## Biografía
Rómulo Pizarro es un empresario con experiencia en los sectores construcción e industria, con estudios en administración de empresas.
Se ha desempeñado en cargos gerenciales en diversas empresas del sector privado como Eternit y Seguros Rimac en los últimos veinte años.
Perteneció al grupo de trabajo “Ciudadanos por un Buen Gobierno”.  Fue Viceministro de Desarrollo Regional del Ministerio de la Presidencia, también fue director de Foncodes y de Editora Perú. Miembro de la comisión consultiva del Centro de Altos Estudios Nacionales (CAEN)
Pizarro se desempeñó como Ministro del Interior del Perú desde el 16 de agosto de 2005 al 28 de julio de 2006 durante el Gobierno de Alejandro Toledo. Su gestión se caracterizó en reforzar la Seguridad Ciudadana, buscando revertir los preocupantes indicadores de inseguridad.
Fue designado presidente ejecutivo de DEVIDA, máxima instancia del Gobierno Peruano en el diseño de la política nacional antidrogas, el 4 de setiembre de 2006 y desde entonces ha conducido la institución.